# Estación de Sant Antoni
San Antonio es una estación de la línea 2 de Metro de Barcelona situada entre en el distrito de Ciutat Vella y del Ensanche de Barcelona. Esta estación se abrió al público en 1995 con el primer tramo de la actual línea 2 de Metro de Barcelona.

## Historia
La estación Sant Antoni fue proyectada dentro del trazado inicial de la Línea II, diseñado en el Plan de la Red de Metros de 1966. En el mismo Plan, se preveía también que esta estación sería la terminal de una nueva línea, la VII, que se extendería hasta La Bonanova, aunque este último proyecto nunca fue llevado a cabo.
La construcción de la Línea II, entre las estaciones de Sagrada Familia y Paral·lel (por entonces denominada Pueblo Seco) se inició en 1968. En noviembre del 1974 el Ministerio de Obras Públicas dio por finalizadas las obras del trazado, quedando únicamente pendiente el tramo entre las estaciones de Monumental y Sagrada Familia, por problemas de filtraciones de aguas subterráneas. A pesar de lo avanzado de las obras, el proyecto se abandonó en 1975, y durante casi dos décadas los túneles y estaciones del trazado quedaron abandonados. 
La creación Línea 2 se retomó en 1991, con vistas a los Juegos Olímpicos de Barcelona 1992. El trazado aprovechaba los túneles y estaciones ya construidas, como la de San Antoni. Además, el Ayuntamiento proponía que la L2 llegase hasta la montaña de Montjuïc, donde se ubicaba el Anillo Olímpico, pero esta prolongación topó con la oposición de la Generalidad de Cataluña, responsable de las obras, y finalmente se acordó establecer Sant Antoni como terminal de la línea.
Con tres años de retraso sobre lo proyectado, el 25 de septiembre de 1995 se abrió al público el primer tramo de la L2, que unía la Estación de Sant Antoni con la de Sagrada Familia. Al acto inaugural asistieron el presidente de la Generalidad, Jordi Pujol, el ministro de Obras Públicas, Josep Borrell, y el alcalde de Barcelona, Pasqual Maragall, entre otras autoridades. Sant Antoni funcionó como terminal de la L2 durante apenas tres meses, ya que el 30 de diciembre del 1995 entró en servicio la prolongación hasta la Estación de Paral·lel.
En 2001 la Autoridad del Transporte Metropolitano presentó el Plan Director de Infraestructuras 2001-2010, un proyecto que recupera la llegada de la L2 a Montjuïc. La prolongación, actualmente en construcción, parte de Sant Antoni y pasa por Poble Sec, para llegar a Fira 1-MNAC. Una vez inaugurado, el tramo entre Sant Antoni y Estación de Paral·lel quedará fuera de servicio.

## Líneas
| << cabecera          | < estación       | línea | estación >  | cabecera >>           |
| -------------------- | ---------------- | ----- | ----------- | --------------------- |
| Metro                |                  |       |             |                       |
| Paral·lel            | Paral·lel        |       | Universitat | Badalona Pompeu Fabra |
| Aeropuerto T1 (20??) | Poble Sec (20??) |       | Universitat | Badalona Pompeu Fabra |